# Vaterlosigkeit
Vaterlosigkeit ist die Erziehung eines Kindes nur durch die in der Regel alleinerziehende Mutter und ohne einen Vater bzw. Stiefvater. Wächst ein Kind ohne beide Elternteile auf, so spricht man von Waisen bzw. Sozialwaisen. Rund 1,35 Millionen Kinder wachsen zurzeit in Deutschland ohne Vater auf.

## Vaterlosigkeit in Zahlen
Nach Zahlen aus dem Jahr 2019 waren knapp 23 %, 2,2 Millionen Mütter und etwa 407.000 Väter, alleinerziehend, bei einer Gesamtzahl der Familien von 11,56 Millionen (dort nicht konservativ als („Kern“-)Familie definiert, sondern unter einem vom allgemeinsprachlichen „Familie“ entfremdeten Sammelbegriff). Damit bestehen 77 % aus Familien mit Vater und Mutter, sowie 3,5 % aus Vater-Allein-Familienverhältnissen.
Im Jahr 2019 lebten in Deutschland 13,504 Millionen Kinder bis zum Alter von 18 Jahren in Familien.
Zum 31. Dezember 2020 gab es laut Statistischem Bundesamt in Deutschland insgesamt 13,75 Millionen Kinder und Jugendliche unter 18 Jahren.
81 % der Kinder lebten mit Geschwistern zusammen in einem Haushalt. Nur 22 % hatten keine Geschwister.
Ein Drittel der Alleinerziehenden lebt in einer neuen Partnerschaft – jedoch in getrennten Haushalten. Nur knapp 37 % bekamen die Kinder unverheiratet allein, der Rest war initial noch zusammen. Kinder aus Alleinerziehendenhaushalten (und wohl deren Erziehende) nehmen Väter (und deren Anwesenheit) deutlich häufiger als weniger wichtig wahr, was im Gegensatz zur Wahrnehmung ihren Altersgenossen aus „Kernfamilien“ steht.

## Geschichte
Infolge der beiden Weltkriege war Vaterlosigkeit in der ersten Hälfte des 20. Jahrhunderts bis weit über die Jahrhundertmitte hinaus eine weit verbreitete Realität.
Sowohl der erste als auch der Zweite Weltkrieg führten mit ihren Opferzahlen in Millionenhöhe zu hohen Raten von Halb- und Vollwaisen. Viele gefallene Soldaten ließen Familien zurück. Nach dem Zweiten Weltkrieg war etwa ein Viertel der Kinder vaterlos, da ihre Väter getötet, vermisst oder in Kriegsgefangenschaft geraten waren. Der Anteil der Kinder, die während des Krieges und danach durch Kriegsdienst oder Kriegsgefangenschaft zumindest zeitweise ohne Vater aufwuchsen, wird auf weitere 25 bis 30 % geschätzt.
In den folgenden Jahrzehnten änderten sich die Gründe für Vaterlosigkeit; als Hauptursache wurde der Tod des Vaters durch die Trennung der Eltern abgelöst.

## Psychosoziale Folgen
Welche psychosozialen Folgen ein Kind durch das Aufwachsen ohne eines der Elternteile davonträgt, wird unterschiedlich bewertet und ist zudem stark von anderen Faktoren abhängig. Die konkrete Auswirkung der Vater- bzw. Mutterlosigkeit zeigte sich abhängig von der allgemeinen psychischen Stabilität eines Kindes und dem weiteren Umfeld an festen Bezugspersonen. Die Persönlichkeit des erziehenden Elternteils spielt ebenfalls eine zentrale Rolle.
In der Psychoanalyse wird davon ausgegangen, dass es für die Entwicklung eines Kindes sehr wichtig ist, dass es in der Mutter-Kind-Konstellation eine dritte Größe gibt, welche die symbiotische Beziehung relativiert (vgl. Triangulierung). Ob diese dritte Person notwendigerweise der Vater sein muss, ist umstritten. So geht unter anderem der Psychoanalytiker Berthold Rothschild davon aus, dass diese dritte Person genau so gut auch ein neuer Lebensgefährte der Mutter, der Onkel oder die Großmutter sein kann.
Mittlerweile gilt das Konzept der Symbiose mit der Mutter als äußerst umstritten. Anzunehmen ist eher, dass es nicht darum geht, dass eine dritte Person das Kind aus der vermeintlich symbiotischen Beziehung „retten“ muss, sondern dass es für ein Kind besser ist, mindestens zwei sichere Bezugspersonen zu haben, auf die es sich verlassen kann, die Verhaltensvarianten aufweisen, und so mehr Orientierung geben als dies eine einzelne Person kann – besonders für einen Sohn. Darüber hinaus besteht die Gefahr, dass das Kind ein zu großes Gewicht bekommt, wenn für den alleinerziehenden Elternteil nicht auch ein erwachsener Ansprechpartner da ist.
Dennoch werden aus Sicht einiger Fachleute Väter und Mütter als wichtig für die Erziehung von Kindern angesehen. Dies wird mit ihrem tendenziell im Vergleich zum jeweils anderen Geschlecht unterschiedlichen Umgang sowohl hinsichtlich ihrer Erwartungen an ihre Kinder, als auch hinsichtlich ihres körperlichen Umgangs mit ihren Kindern begründet. Vater- bzw. Mutterlosigkeit wird von ihnen auch als ein Problem für die Entwicklung der Geschlechtsidentität betrachtet. Dazu gibt es sowohl Studien, die zeigen, dass mit einem allein erziehenden Elternteil aufgewachsene Kinder auch nach Jahrzehnten noch z. T. schwere Folgen mit sich tragen, als auch andere, die sogar positive Folgen von Vaterlosigkeit nachweisen konnten, wie z. B. höhere Zufriedenheit in der eigenen Partnerschaft.

## Filmdokumentationen
- Söhne ohne Väter – vom Verlust der Kriegsgeneration. Dokumentarfilm von Andreas Fischer, Deutschland 2007, 80 Minuten. Erstausstrahlung: 20. Mai 2007, 3sat